# You’re Not Alone (singel ATB)
You’re Not Alone – trzeci singel ATB z albumu Dedicated. Został wydany 15 kwietnia 2002 roku i zawiera cztery utwory. Piosenka jest coverem nagrania „You’re Not Alone” brytyjskiego zespołu muzycznego Olive.

## Lista utworów
| Nr | Tytuł                                | Długość |
| -- | ------------------------------------ | ------- |
| 1. | You’re Not Alone (Airplay Mix)       | 3:27    |
| 2. | You’re Not Alone (Airplay Chill Mix) | 3:11    |
| 3. | Rising Moon (Rising Mix)             | 3:12    |
| 4. | You’re Not Alone (2nd Clubb Mix)     | 7:21    |